# 王凱泰
王 凱泰（おう がいたい、Wang Kaitai、1823年 - 1875年）は、清の官僚。初名は敦敏、字は補帆。江蘇省宝応県出身。
1850年に進士となり、庶吉士に選ばれ、編修の職を授かった。1860年、母の死で帰京したところ、太平天国軍が長江の北に進攻したので、団練を組織して戦った。1863年、江蘇巡撫李鴻章の幕府に入り、1865年に浙江巡撫馬新貽のもとに派遣され、食糧の補給を担当した。1866年、浙江按察使に昇進し、水利事業を行って農業の復興に努めた。1867年には広東布政使となった。1870年、福建巡撫となり、学問の振興、械闘・火葬・女児の間引き・迷信の禁止を行った。日本が台湾出兵を行うと台湾に駐屯したが、病のため福州に戻り、そこで病死した。死後、文勤の諡号が贈られた。